# Franck Badiou
Franck Badiou, född 24 mars 1967 i Vitry-sur-Seine, är en fransk sportskytt.
Han tävlade i olympiska spelen 1988, 1992, 1996 samt 2000. Han blev olympisk silvermedaljör i gevär vid sommarspelen 1992 i Barcelona.